# أمل نصر الدين
أمل نصر الدين (31 يوليو 1928 - 9 فبراير 2025)، ولد في دالية الكرمل. هو نائب سابق في الكنيست الإسرائيلية عن حزب الليكود اليميني، تقلد مناصب عدة في حياته السياسية منها: رئيس ومؤسس «يَد لَبَنِيم» (عام 1969) فرع أبناء الطائفة الدرزية والشركسية والبدوية، وهي هيئة تخليد الجنود الإسرائيليين الذين سقطوا في حرب 1948 وفي الحروب والمعارك الإسرائيلية، شغل كذلك منصب رئيس قسم الجنود المسرحين في السنوات ما بين 1961-1964. وسكرتير مجلس عمال دالية الكرمل وعسفيا في السنوات ما بين 1964-1971. وعضو في حزب عمال أرض إسرائيل (مباي). وفي عام 1971 انضم إلى حركة حيروت (حرية بالعبرية).
وانتخب للكنيست لأربع دورات متتالية، للكنيست الثامنة والتاسعة والعاشرة والحادية عشر.

## حياته المبكرة
وُلد نصر الدين في قرية دالية الكرمل لعائلة درزية مكونة من خمسة أبناء وابنة واحدة. عمل في شبابه كمقاول لقطع الأشجار، وشارك في تجنيد كتيبة درزية قوامها 700 جندي. حصل على درجة البكالوريوس في العلوم السياسية من الجامعة العبرية في القدس.

## المسيرة السياسية
بدأ نشاطه العام عام 1959 كعضو في المجلس المحلي لبلدته، ثم نائبًا لرئيس المجلس. أسس عام 1980 منظمة "يد لبنيم الدرزية" لتخليد ذكرى الجنود الدروز، وأشرف على تحويل مبنى تاريخي ("بيت أوليفانت") إلى نصب تذكاري. انتخب عضوًا في الكنيست عام 1977 ضمن قائمة الليكود، واستمر حتى 1988. ركز خلال فترة عمله البرلماني على تحسين أوضاع المجتمع الدرزي ودمجه في المؤسسات الإسرائيلية.

## النشاط الاجتماعي
- أسس مصانع توظيف للنساء الدرزيات في السبعينيات.
- ناضل من أجل ربط القرى الدرزية بشبكتي الكهرباء والمياه (1964).
- ألَّف "موسوعة شهداء وشيوخ الطائفة الدرزية 1800-1995" (1995 مع موسى حلباوي).

## الحياة الشخصية
تعرض لثلاثة أحداث مأساوية:
1. وفاة ابنه البكر لطفي (21 عامًا) خلال خدمته العسكرية عام 1969.
2. وفاة حفيده لطفي (19 عامًا) خلال عملية الرصاص المصبوب 2008.
3. وفاة ابن آخر (لم يذكر اسمه) في حادث مرور.

## جوائز وتكريمات
- أُضيئت شعلة تكريمًا له في حفل يوم الاستقلال الإسرائيلي (2005).
- جائزة إسرائيل لأصحاب الإنجازات الاستثنائية (2023).

## وفاته
توفي في 9 فبراير 2025 عن ستةٍ وتسعين عامًا، ودفن في مسقط رأسه دالية الكرمل.

## المصدر
- صفحة عن أمل نصر الدين في الموقع الرسمي للكنيست الإسرائيلي (بالعربية)